# Забозье (Ельский район)
Забозье (бел. Забо́ззе) — деревня в Ельском районе Гомельской области Беларуси. В составе Ремезовского сельсовета.
На западе и юге граничит с лесом.

## География

### Расположение
В 9 км на юго-запад от Ельска, в 1,5 км от железнодорожной станции Богутичи (на линии Калинковичи — Овруч), в 183 км от Гомеля.

## Транспортная сеть
На автомобильной дороге Старое Высокое — Ельск. Планировка состоит из прямолинейной улицы, ориентированной с юго-запада на северо-восток, к которой на западе присоединяется короткая улица. Деревянные крестьянские усадьбы преимущественно по одной стороне улицы.

## История
По письменным источникам известна с XIX века как хутор в Королинской волости Мозырского уезда Минской губернии. В 1931 году организован колхоз «Серп и молот». 11 жителей погибли на фронтах Великой Отечественной войны. В 1959 году в составе совхоза «Ельский» (центр — город Ельск).
До 16 декабря 2009 года в составе Богутичского сельсовета.

## Население

### Численность
- 2004 год — 13 хозяйств, 14 жителей.

### Динамика
- 1917 год — 137 жителей.
- 1921 год — 30 дворов, 175 жителей.
- 1959 год — 139 жителей (согласно переписи).
- 2004 год — 13 хозяйств, 14 жителей.